# Igors Meļņiks
Igors Vitali Meļņiks (Kiev, 14 agosto 1962) è un ex cestista lettone, di origine ucraina, fino al 1991 sovietico.
È il padre di Zenta Meļņika.

## Carriera
Con la Lettonia ha disputato due edizioni dei Campionati europei (1993, 1997).